# Anthosiphon
Anthosiphon é um género botânico pertencente à família das orquídeas (Orchidaceae).

## Lista de espécies
- Anthosiphon roseans